# ممر النمو الآسيوي الإفريقي
ممر النمو الآسيوي الأفريقي هو اتفاقية تعاون اقتصادي بين حكومات الهند واليابان ودول أفريقية متعددة. 
أطلقت الهند في 25 مايو 2017 وثيقة رؤية لممر النمو الآسيوي الأفريقي في اجتماع بنك التنمية الأفريقي في غوجارات. قام بتطوير وثيقة الرؤية كل من نظام البحث والمعلومات للبلدان النامية، نيودلهي ومعهد البحوث الاقتصادية لرابطة أمم جنوب شرق وشرق آسيا، جاكرتا ومعهد الاقتصادات النامية، طوكيو، بناءً على المشاورات مع مؤسسات الفكر والرأي الآسيوية والأفريقية. ويهدف إلى التعاون الهندي الياباني لتطوير بنية تحتية عالية الجودة في إفريقيا، تكملها التوصيلية الرقمية، والتي من شأنها أن تتولى تحقيق فكرة إنشاء منطقة المحيطين الهندي والهادئ الحرة والمفتوحة. سيعطي الممر الأولوية لمشاريع التنمية في مجالات الصحة والأدوية والزراعة والمعالجة الزراعية وإدارة الكوارث وتعزيز المهارات. سيتم استكمال جوانب الاتصال ببنية تحتية عالية الجودة. 
على عكس مبادرة الحزام والطريق، والتي تستلزم تطوير كل من الممر البري (الحزام الاقتصادي الجديد) والمحيط (طريق الحرير البحري)، سيكون ممر النمو بشكل أساسي ممرًا بحريًا يربط إفريقيا بالهند ودول أخرى في جنوب شرق آسيا وأوقيانوسيا من خلال إحياء الطرق البحرية القديمة وإنشاء ممرات بحرية جديدة من شأنها أن تربط الموانئ في جام نجر بجيبوتي في خليج عدن وبالمثل سيتم ربط موانئ مومباسا وزنجبار بالموانئ القريبة من مادوراي؛ سيتم ربط كلكتا بميناء سيتوي في ميانمار. 
وفقًا لوثيقة الرؤية، تم وضع العديد من مجالات التعاون. كما ستدعم التوصيلية الرقمية نمو التكنولوجيا والخدمات المبتكرة بين آسيا وأفريقيا. هناك مجال لآسيا لتبادل خبراتها في النمو والتنمية مع أفريقيا. هناك خمسة جوانب رئيسية. وهذه هي: (أ) التعبئة الفعالة للموارد المالية؛ (ب) مواءمتها مع التنمية الاجتماعية والاقتصادية واستراتيجيات التنمية للبلدان والمناطق الشريكة؛ (ج) تطبيق معايير عالية الجودة من حيث الامتثال للمعايير الدولية الموضوعة للتخفيف من الأثر البيئي والاجتماعي؛ (د) توفير جودة البنية التحتية مع مراعاة جوانب الكفاءة الاقتصادية والمتانة والشمول والسلامة والقدرة على الصمود في مواجهة الكوارث والاستدامة وكذلك الملاءمة والمرافق؛ (هـ) المساهمة في المجتمع والاقتصاد المحلي. 